# Lewon Aghasjan
Lewon Aghasjan (orm. Լեւոն Աղասյան; ur. 19 stycznia 1995 w Kapanie) – ormiański lekkoatleta specjalizujący się w trójskoku.
W 2011 zajął 6. miejsce na mistrzostwach świata kadetów oraz uplasował się na 4. pozycji podczas olimpijskiego festiwalu młodzieży Europy. W 2013 zdobył w Rieti złoty medal mistrzostw Europy juniorów, a rok później był piąty na juniorskich mistrzostwach świata w Eugene. Złoty medalista mistrzostw Armenii oraz reprezentant kraju na drużynowych mistrzostwach Europy.
Rekordy życiowe: stadion – 17,08 (5 lipca 2019, Artaszat); hala – 16,79 (20 lutego 2019, Stambuł).

## Osiągnięcia
| Rok  | Impreza                                   | Miejsce          | Pozycja           | Wynik  |
| ---- | ----------------------------------------- | ---------------- | ----------------- | ------ |
| 2011 | Mistrzostwa świata juniorów młodszych     | Lille            | 6. miejsce        | 15,24  |
| 2011 | Olimpijski festiwal młodzieży Europy      | Trabzon          | 4. miejsce        | 15,49  |
| 2013 | Halowe mistrzostwa krajów bałkańskich     | Stambuł          | 4. miejsce        | 15,49  |
| 2013 | III liga drużynowych mistrzostw Europy    | Bańska Bystrzyca | 2. miejsce        | 15,67  |
| 2013 | Mistrzostwa Europy juniorów               | Rieti            | 1. miejsce        | 16,01  |
| 2014 | Halowe mistrzostwa krajów bałkańskich     | Stambuł          | 1. miejsce        | 16,16  |
| 2014 | Mistrzostwa świata juniorów               | Eugene           | 5. miejsce        | 16,28w |
| 2015 | Halowe mistrzostwa Europy                 | Praga            | el. – 16. miejsce | 15,94  |
| 2015 | Młodzieżowe mistrzostwa Europy            | Tallinn          | 8. miejsce        | 15,88  |
| 2016 | Mistrzostwa Europy                        | Amsterdam        | el. – 20. miejsce | 16,21  |
| 2016 | Igrzyska olimpijskie                      | Rio de Janeiro   | el. – 36. miejsce | 15,54  |
| 2017 | Halowe mistrzostwa Europy                 | Belgrad          | el. –             | NM     |
| 2017 | Młodzieżowe mistrzostwa Europy            | Bydgoszcz        | el. – 13. miejsce | 15,62  |
| 2018 | Mistrzostwa Europy                        | Berlin           | el. – 14. miejsce | 16,34  |
| 2019 | Halowe mistrzostwa Europy                 | Glasgow          | el. – 10. miejsce | 16,38  |
| 2019 | Uniwersjada                               | Neapol           | 10. miejsce       | 15,73  |
| 2019 | III liga drużynowych mistrzostw Europy    | Skopje           | 1. miejsce        | 16,46  |
| 2019 | Mistrzostwa świata                        | Doha             | el. – 29. miejsce | 16,24  |
| 2022 | Halowe mistrzostwa świata                 | Belgrad          | –                 | DNS    |
| 2022 | Mistrzostwa Europy                        | Monachium        | el. – 14. miejsce | 16,03  |
| 2023 | Halowe mistrzostwa Europy                 | Stambuł          | el. – 15. miejsce | 15,89  |
| 2023 | III dywizja drużynowych mistrzostw Europy | Chorzów          | 1. miejsce        | 16,36  |
| 2024 | Mistrzostwa Europy                        | Rzym             | el. – 24. miejsce | 15,80  |